# Cryptotis nelsoni
Cryptotis nelsoni е вид бозайник от семейство Земеровкови (Soricidae). Видът е критично застрашен от изчезване.

## Разпространение
Разпространен е в Мексико (Веракрус).